# Simon Klapmuts
Simon Klapmuts (Moordrecht, gedoopt 24 januari 1734 – overlijdensaangifte aldaar, 13 februari 1780, begraven 16 februari 1780) was een Nederlandse kunstschilder, etser en tekenaar.

## Leven en werk
Klapmuts werd in 1734 in de remonstrantse gemeente van Moordrecht gedoopt als zoon van Willem Simonsz Klapmuts en Maria Willems Soos. Hij was als beeldend kunstenaar werkzaam in de omgeving van Gouda. Twee van zijn werken behoren tot de collectie van het Museum Gouda, te weten een op een kamerscherm geschilderde afbeelding van het oefenterrein der Goudse schutterij met op de achtergrond de Vrouwentoren en een op een kamerscherm geschilderde afbeelding van het interieur van de Sint Jorisdoelen. In de verzameling prenten van het Rijksmuseum bevinden zich ruim dertig van de door hem gemaakte prenten, waaronder diverse landschappen, zoals het Berkenwoude in de Krimpenerwaard. Door Thieme-Becker worden zijn landschappen hoger gewaardeerd dan de door hem vervaardigde figuurstudies. Ook in het Museum Paulina Bisdom van Vliet in Haastrecht bevinden zich twee van de door Klapmuts geschilderde landschappen.
Aanvankelijk werd ook het schoorsteenstuk "Diana belaagd door de saters" in Huize Groeneweg in Gouda aan hem toegeschreven. Na de restauratie kon aan de hand van de signatuur het werk echter worden toegeschreven aan Gerrit van den Heuvel (Gouda, ca 1725 - Den Haag, 25 juli 1809).
Klapmuts trouwde in 1755 met Hester Langhoorn (1735-1775). Hij overleed in 1780 op 46-jarige leeftijd in zijn woonplaats Moordrecht. Hij werd op 16 februari 1680 in de Nederduitse Gereformeerde kerk aldaar begraven.

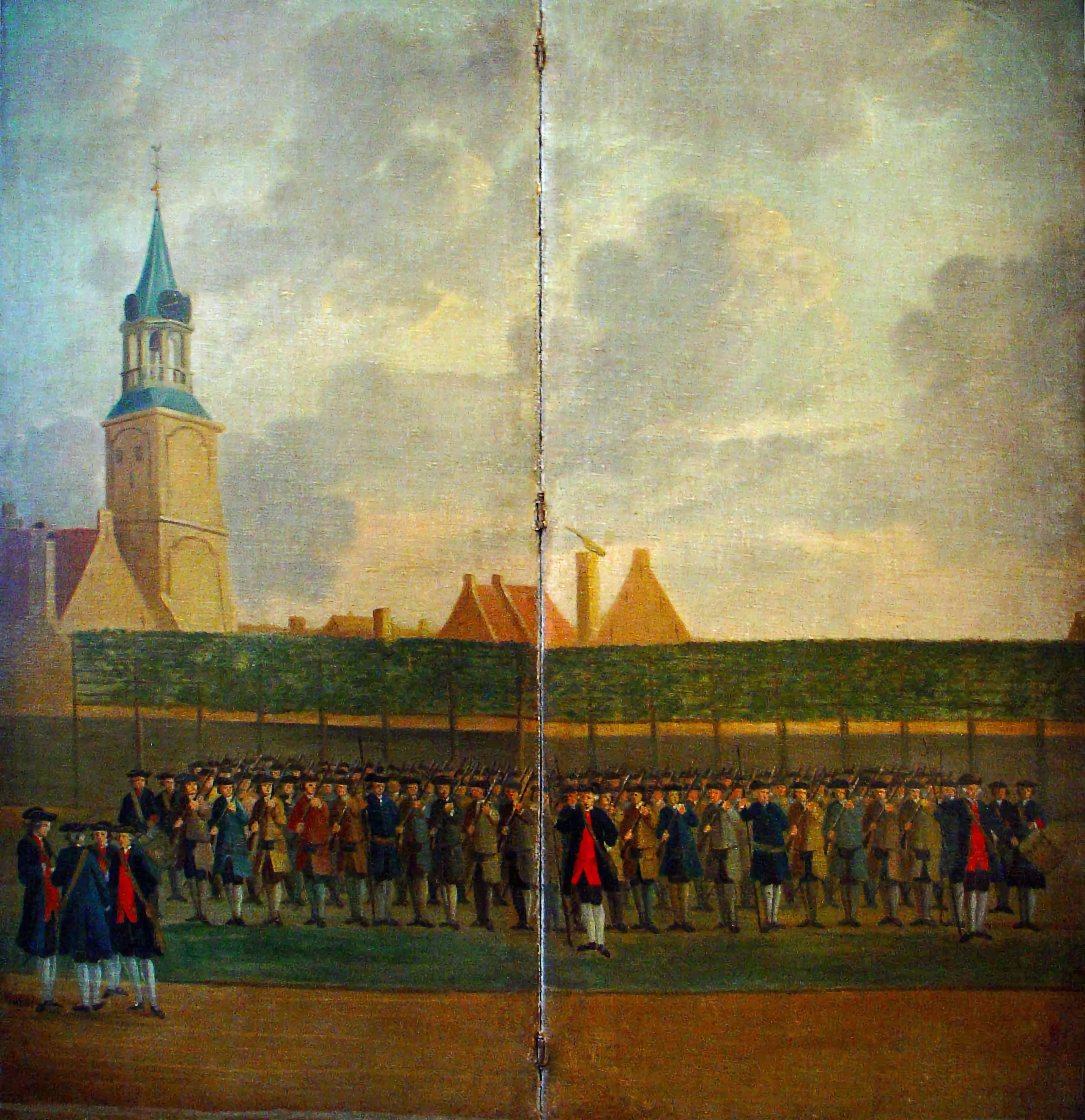
Oefenterrein van de Goudse schutterij
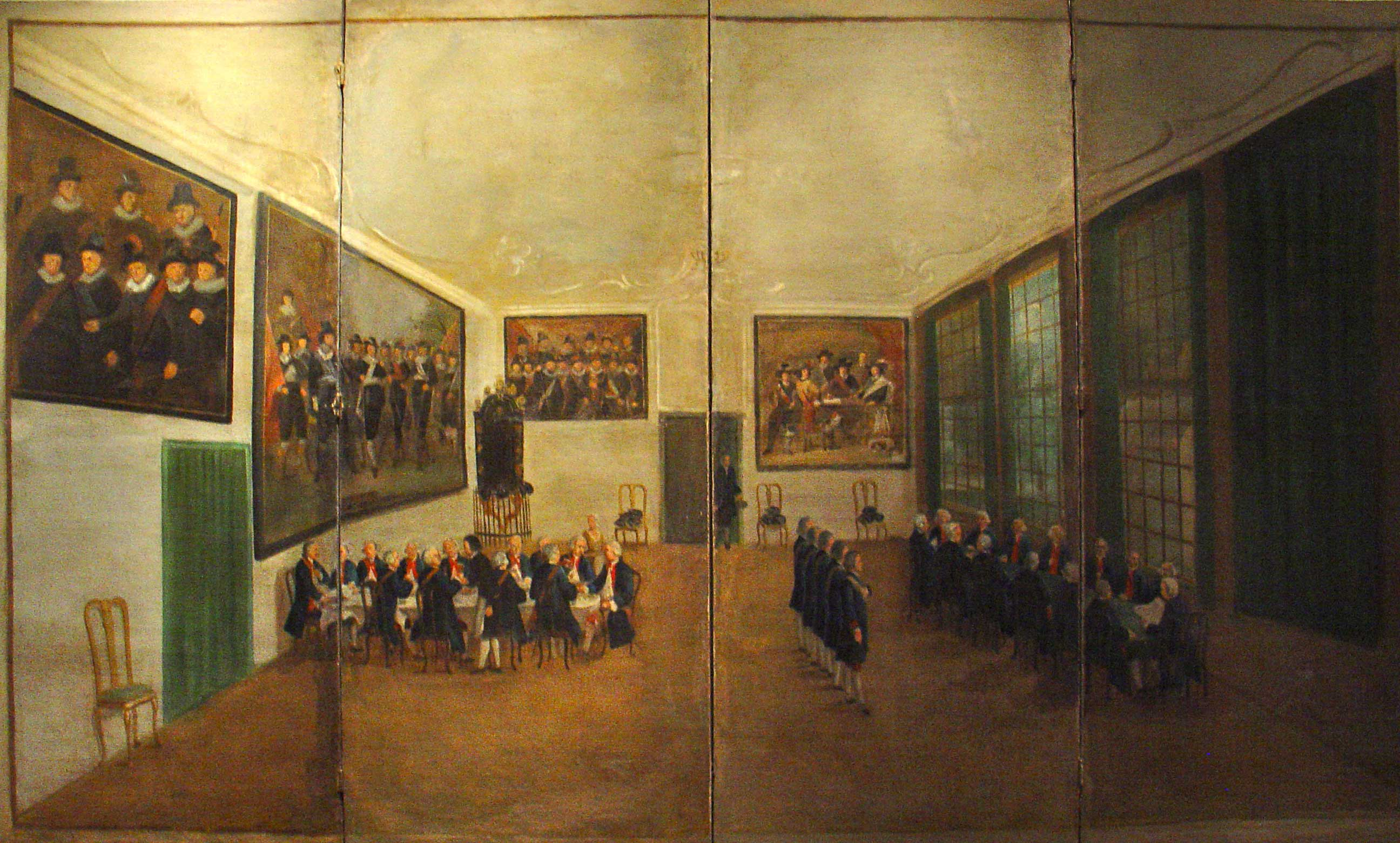
Interieur van de Sint Jorisdoelen
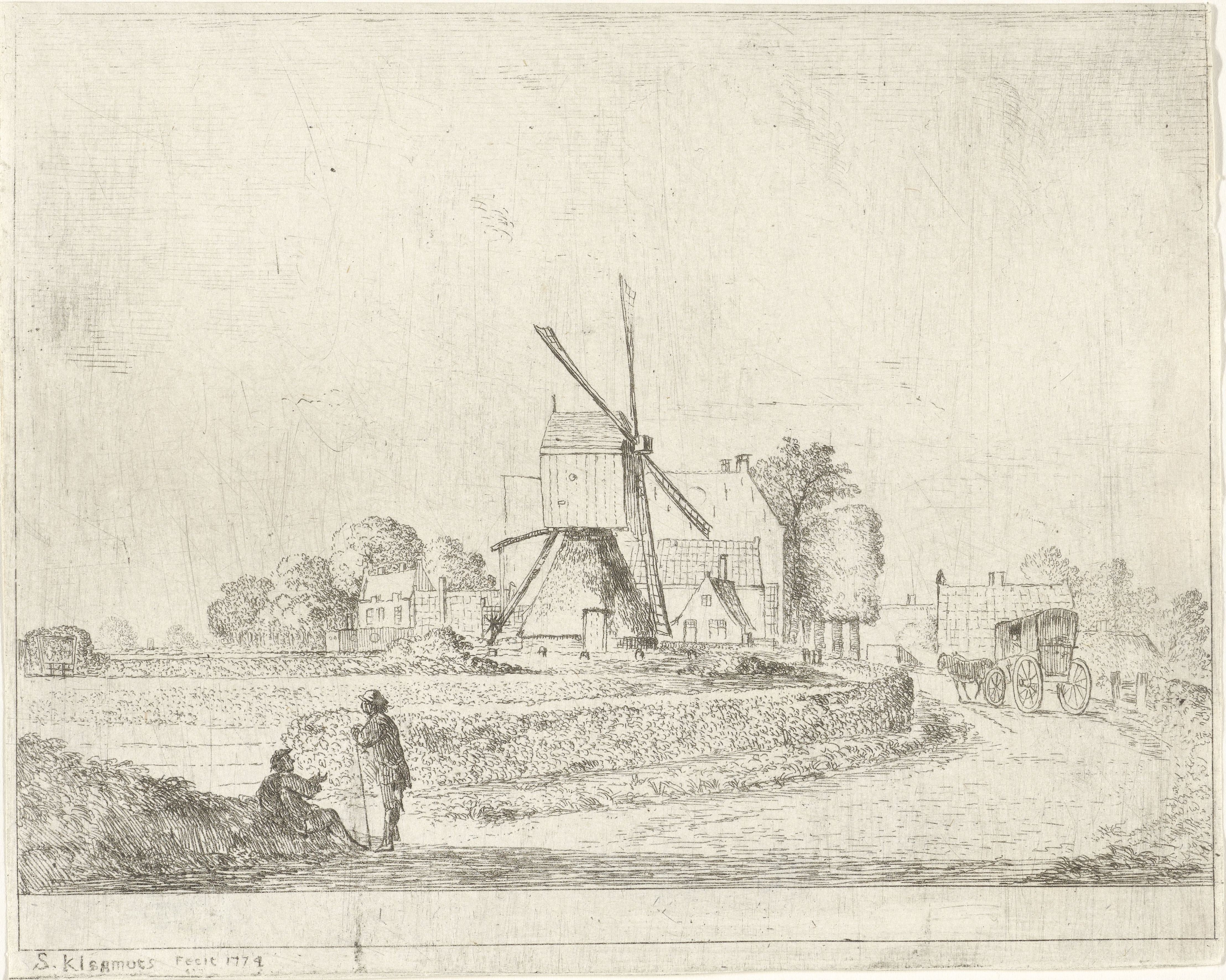
Molen en huizen langs een landweg Simon Klapmuts (1774)
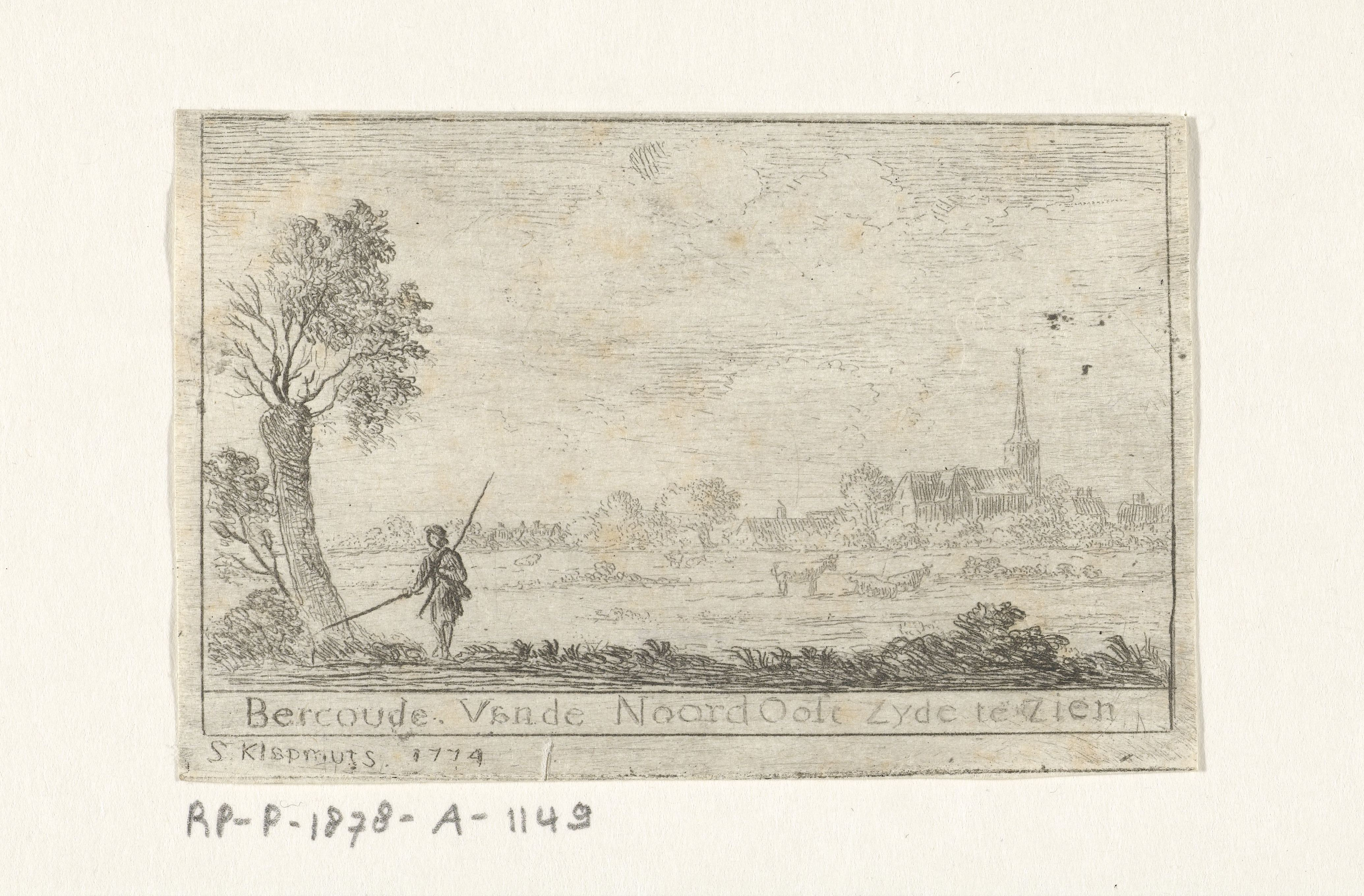
Gezicht op Bercoude Simon Klapmuts (1774)

- Biografisch Portaal: 50482047
- Digitale Bibliotheek voor de Nederlandse Letteren: klap003
- RKD-Nederlands Instituut voor Kunstgeschiedenis: 44587